# Sanjurge
Sanjurge ist eine Ortschaft und ehemalige Gemeinde (Freguesia) im portugiesischen Kreis (Concelho) von Chaves. In ihr leben 335 Einwohner (Stand 30. Juni 2011).
Im Zuge der kommunalen Neuordnung Portugals nach den Kommunalwahlen am 29. September 2013 wurde sie mit der Gemeinde Santa Cruz-Trindade zur neuen Gemeinde União das Freguesias de Santa Cruz/Trindade e Sanjurge zusammengeschlossen. Sitz der neuen Gemeinde ist die Ortschaft Cocanha.